# Сульфид скандия
Сульфид скандия — бинарное неорганическое соединение 
металла скандия и серы 
с формулой ScS, 
кристаллы.

## Получение
- Действие паров серы на металлический скандий:

{\displaystyle {\mathsf {Sc+S\ {\xrightarrow {T}}\ ScS}}}

## Физические свойства
Сульфид скандия образует кристаллы
моноклинной сингонии, пространственная группа F m3m, параметры ячейки a = 0,519 нм, Z = 4,
структура типа хлорида натрия NaCl
.